# Plebiscito constitucional de Uruguay de 1917
El 25 de noviembre de 1917 se realizó un plebiscito constitucional en Uruguay. Entre los cambios al sistema de gobierno, la nueva constitución crearía un Consejo Nacional de Administración (conocido como el colegiado) junto con la presidencia. El Consejo Nacional de Administración constaría de 9 miembros; 6 para el partido ganador de las elecciones y 3 para el segundo partido más votado. La nueva constitución fue aprobada con el 95.15% de los votos, con una muy baja participación del 38.20% del electorado. El resultado fue confirmado por el Senado el 18 de diciembre y la nueva constitución entró en vigor el 1 de marzo de 1919.

## Antecedentes
El sistema colegiado había sido propuesto por el presidente José Batlle y Ordóñez en 1913, con el objetivo de crear un órgano ejecutivo similar al Consejo Federal de Suiza. Batlle se oponía al sistema presidencial, creyendo que un ejecutivo colegiado reduciría el riesgo de que surja una dictadura. Aunque la propuesta fue derrotada en 1916, Batlle negoció un compromiso con el Partido Nacional para incluir el sistema en la nueva constitución.

## Nueva constitución
Además de introducir el sistema colegiado, la nueva constitución determinó que los presidentes solo podían cumplir un mandato único. Estableció una Asamblea General bicameral con un mandato de cuatro años e introdujo el sufragio universal masculino. También dispuso la separación de la iglesia y el estado y permitió que se crearan enmiendas constitucionales con una mayoría de dos tercios en ambas cámaras de la Asamblea General.

## Resultados
| Opción                             | Votos   | %     |
| ---------------------------------- | ------- | ----- |
| A favor                            | 84,992  | 95.15 |
| En contra                          | 4,330   | 4.85  |
| Inválidos/votos en blanco          |         | -     |
| Total                              | 89,322  | 100   |
| Votantes Registrados/participación | 233,850 | 38.20 |
| Fuente: Democracia Directa         |         |       |